# Tech総研
Tech総研（テックそうけん）は、株式会社リクルートが提供する、エンジニア向けのポータルサイト（名称は正式には全角で表記統一している）。
社会人のための転職ポータルサイト「リクナビNEXT」をブランドロゴに掲げているが、Tech総研自体に求人広告は掲載しておらず、主に上司・部下など職場のコミュニケーションノウハウ、注目されているエンジニアの開発秘話、また給与・キャリアプラン、などを対象とした情報を提供している。

## 沿革
1990年に技術者の求人ニーズの増加から創刊されたエンジニア向け転職情報誌「Tech B-ing」が創刊。2003年3月26日、時代の流れを反映してサービスの場をWebとメールマガジンに移し、「Tech総研」が誕生した。当時の編集長は「Tech B-ing」の編集長だった藤井薫。